# Deltocephalus bapatlensis
Deltocephalus bapatlensis är en insektsart som beskrevs av S. Jacob och Rao. Deltocephalus bapatlensis ingår i släktet Deltocephalus och familjen dvärgstritar. Inga underarter finns listade i Catalogue of Life.